# 책문권
책문권(責問權)은 법원이나 상대방 당사자의 소송행위에 소송절차에 관한 효력 규정의 위반이 있다고 여겨지는 경우에 당사자가 이의를 제기하여 그 무효를 주장할 수 있는 권능을 가리킨다. 책문권은 법원에 대한 진술로 행사되는데, 법원의 하자있는 소송행위에 관해서는 양당사자가 책문권을 가지고 당사자의 하자있는 소송행위에 관하여는 상대방 당사자만이 가진다. 소송법규 중 절차에 관한 규정을 위반한 경우에는 책문권의 포기나 상실의 대상이 될 수도 있다. 책문권의 포기는 변론에서 법원에 대한 일방적인 진술로 행해지며, 상대방에 대한 진술은 효력이 발생하지 않는다.

## 참고 문헌
- 조상희, 『법학전문대학원 민사소송법 기본강의』. 한국학술정보(주), 2009. ISBN 9788953423077